# Symplocos sandemanii
Symplocos sandemanii är en tvåhjärtbladig växtart som beskrevs av B. Ståhl. Symplocos sandemanii ingår i släktet Symplocos och familjen Symplocaceae. Inga underarter finns listade i Catalogue of Life.